# Сајлово
Сајлово (познато и као Доње Сајлово) је градска четврт у Новом Саду.

## Положај насеља
Северну границу Сајлова чине Руменачки пут и железничка пруга према Суботици, источну границу чини Булевар Европе, јужну границу чини подручје МЗ Југовићево, док западну границу чини граница урбаног подручја Новог Сада. Насеље се, међутим, шири и према југозападу, западу и северозападу, где делимично излази из оквира урбаног подручја града (и захвата делове атара Ветерника, Футога и Руменке), као и према северу, у Индустријску зону југ. Сајлово се простире са обе стране Руменачког пута. Архивирано на веб-сајту  (5. фебруар 2021)
Суседне градске четврти и насеља су: Југовићево на југоистоку, Индустријска зона југ на североистоку, насеља Бангладеш (део је Футога) и Руменка на северозападу и насеље Ветерник на југозападу.

## Месна заједница
У административном смислу, насеље Сајлово је део истоимене месне заједнице „Сајлово“. Одлука о формирању Месне заједнице „Сајлово“ донета је 2015. године, а ова месна заједница је формирана од делова месних заједница „Југовићево“ и „Раднички“.

## Историја
У повељи угарског краља Беле IV из 1237. године помињу се два насеља са именом Сајлово: Горње Сајлово или Сајлово I (на подручју данашње Клисе) и Доње Сајлово или Сајлово II (на подручју данашњег Сајлова). Претпоставља се да је оригинално име ових насеља било Исаилово. У народу постоји предање да је на Клисанском брегу некада постојао манастир, за који се везује и настанак имена Сајлово / Исаилово, по монаху исихасти овог манастира, Исаији. Овај монах је био веома поштован у народу, па је по њему простор добио име. Неки историјски извори потврђују да се у 12. веку источно од Руменке налазио велики манастир. Само име Сајлово / Исаилово је словенског порекла, што упућује на закључак да су ово подручје у то време насељавали Словени. После угарско-турских ратова у 16. веку, насеље Доње Сајлово се више не помиње.
Модерно насеље Сајлово настало је у другој половини 20. века. На левој страни Руменачког пута, основано је 1974. године ново градско гробље, а уз гробље се, на истој страни Руменачког пута, формира и насеље са ушореним улицама. Приземне породичне куће подигли су досељеници из Босне, Хрватске и других крајева бивше Југославије. Према старијим генералним урбанистичким плановима Новог Сада, ово подручје је било предвиђено за појас заштитног зеленила и простор на који би се ширило градско гробље. Данас важећи генерални урбанистички план Новог Сада до 2021. године, уврстио је овај локалитет у подручја предвиђена за индивидуално становање.

## Становништво
Рачуна се да на Сајлову данас има око 2.500 становника.

## Јавни и привредни објекти
2022. године, отворена је нова месна заједница на Сајлову, а у склопу овог објекта се налазе и амбуланта, пошта, библиотека и клуб пензионера.
У саставу месне заједнице Сајлово налази се ново градско гробље, као и привредни објекти уз Руменачки пут.

## Даљи развој насеља
Струја је делимично спроведена, а у плану је увођење водовода и канализације, асфалтирање улица и отварање продавница и услужних радњи.